# Jaapiales
Jaapiales Manfr. Binder, K.H. Larss. & Hibbett – rząd grzybów z grupy pieczarniaków (Agaricomycetes). Jest to takson monotypowy – należy do niego jedna tylko rodzina Jaapiaceae.

## Charakterystyka
Należące do tego rzędu gatunki to saprotrofy tworzące resupuninowate owocniki na mokrym, próchniejącym drewnie w wilgotnych siedliskach. Są rzadkie. Charakterystyczne są długie, wrzecionowate zarodniki.

## Systematyka
Pozycja w klasyfikacji według Index FungorumAgaricomycetidae, Agaricomycetes, Agaricomycotina, Basidiomycota, Fungi.
Według aktualizowanej klasyfikacji Dictionary of the Fungi rząd Jaapiales to takson monotypowy:
- rodzina: Jaapiaceae Manfr. Binder, K.H. Larss. & Hibbett 2010
  - rodzaj: Jaapia Bres. 1911[1].

Nazwy naukowe według Index Fungorum.